# A Midwinter Trip to Los Angeles
A Midwinter Trip to Los Angeles è un cortometraggio muto del 1912 diretto da Allan Dwan

## Produzione
Il film fu prodotto dall'American Film Manufacturing Company. Venne girato in California, a Los Angeles, Pasadena, Mount Lowe e alla San Gabriel Arcangel Mission, al 537 di West Mission Drive, a San Gabriel.

## Distribuzione
Distribuito dalla Motion Picture Distributors and Sales Company, il film - un documentario in una bobina - uscì nelle sale cinematografiche USA il 1º gennaio 1912.